# 크리스티안 데 라 푸엔테
크리스티안 데 라 푸엔테(Cristián de la Fuente, 1974년 3월 10일 ~ )는 칠레의 배우이다.

## 출연 작품
- 스페이스 치킨: 마법 부적의 비밀 (2017)
- 해브 유 신 루피타? (2012)
- 인 플레인 사이트 (2008)
- 프라이빗 프랙티스 (2007)
- 클래스 (2006)
- 어글리 베티 (2006)
- 원스 어폰 어 웨딩 (2005)
- 스타와 춤을 (2005)
- 베이직 (2003)
- 뱀파이어로스무에르토스 (2002)
- CSI - 마이애미 (2002)
- 드리븐 (2001)